# Erwin Spinnler
Erwin Spinnler (* 11. April 1947) ist ein ehemaliger deutscher Fußballspieler.

## Laufbahn
Nach dem Besuch der Volksschule im Mönchengladbacher Stadtteil Eicken und einer Ausbildung zum Malermeister spielte er seit der F-Jugend bei Borussia Mönchengladbach. Nach dem Aufstieg der Borussia in die Fußball-Bundesliga wurde Spinnler, bis dahin in der A-Jugend des Vereins spielend, in den Profikader berufen. Er spielte von 1965 bis 1970 in der Fußball-Bundesliga für Borussia Mönchengladbach und in der Saison 1970/71 für Kickers Offenbach, zusammen mit den ehemaligen Borussen Winfried Schäfer, Erwin und Helmut Kremers sowie Johnny Winkler. Er wurde mit der Borussia in der Saison 1970 Deutscher Meister. Durch einen Kreuzbandriss, den sich Spinnler während eines Freundschaftsspiels zuzog, war seine Profikarriere beendet. Danach spielte er in den höheren Amateurklassen unter anderem beim VfL Benrath, VfR Neuss und dem 1. FC Viersen. Nach seiner Fußballkarriere übernahm er den Malerbetrieb seines Vaters.